# There's a Brand New Day on the Horizon
There’s A Brand New Day On The Horizon est une chanson pop/rock écrite par Joy Byers et interprétée par Elvis Presley dans le film Roustabout (L’Homme à tout faire). Elle a été enregistrée le 3 mars 1964 au studio Radio Recorders à Hollywood (prise #5) et a paru sur la bande sonore du film, le 20 octobre de la même année.